# Pentelikon

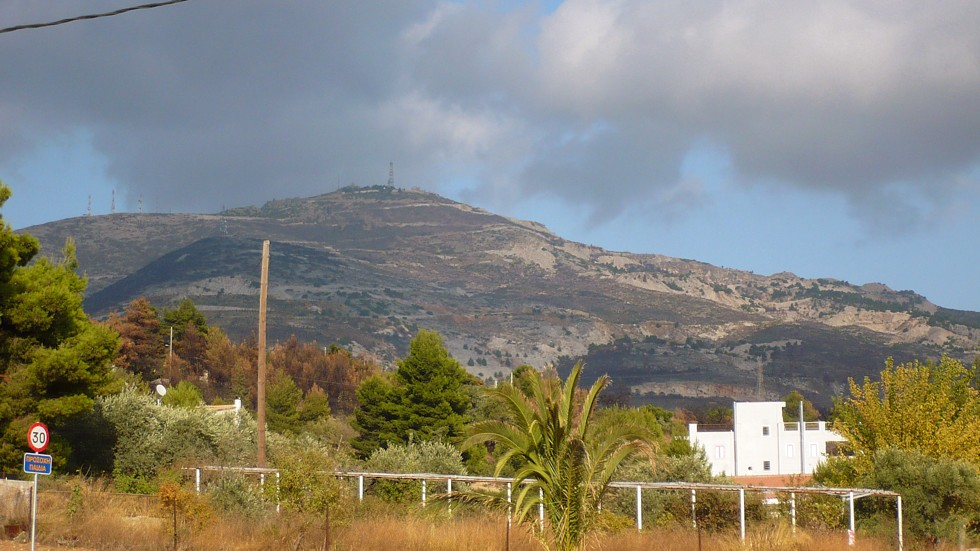
Pentelikon

Pentelikon (of Pentéli, Grieks: Πεντέλη) is de naam van een 1.100 m hoog gebergte en - sedert 2011 - een fusiegemeente in Attica dat de vlakte van Athene in het noordoosten afsluit en deze scheidt van de vlakte van Marathon.
Het Pentelikon heeft de karakteristieke vorm van een driehoekig gevelveld. Er werden steengroeven geëxploiteerd, die een soort marmer leverden van voortreffelijke kwaliteit voor de beeldhouwkunst en de bouw.
Het marmer dat gewonnen werd uit dit gebergte, werd ook gebruikt bij de bouw van beroemde tempels, als het Parthenon en het Erechtheion.
De deelgemeenten van de fusiegemeente zijn:
- Melissia
- Nea Penteli
- Penteli